# Coccorella atlantica
Coccorella atlantica är en fiskart som först beskrevs av Parr 1928.  Coccorella atlantica ingår i släktet Coccorella och familjen Evermannellidae. Inga underarter finns listade i Catalogue of Life.